# Fayette Springs Hotel
Fayette Springs Hotel, známý jako Stone House Restaurant, je historický hostinec ve Wharton Township v Pensylvánii. Je umístěn na U.S. Route 40.
Byl postaven asi roku 1822 a je to jedenapůlpatrový, zděný objekt s půdorysem centrální haly ve federálním stylu. Kuchyň má krb. Byl postaven kongresmanem Andrewem Stewartem (1791–1872). Sloužil jako zastávka pro cestovatele 19. století na National Road.
V roce 1995 byl objekt zařazen do National Register of Historic Places.